# Chrysotus arkansensis
Chrysotus arkansensis är en tvåvingeart som beskrevs av Van Duzee 1930. Chrysotus arkansensis ingår i släktet Chrysotus och familjen styltflugor.
Artens utbredningsområde är Arkansas. Inga underarter finns listade i Catalogue of Life.